# 大触单蛛
大触单蛛（学名：Haplodrassus magnipalpus）为平腹蛛科单蛛属的动物。在中国大陆，分布于辽宁等地。